# Myriangiales
Die Myriangiales sind eine Ordnung der Schlauchpilze. 
Die Fruchtkörper besitzen keine Öffnungen (Ostiolen), die Fächer (Loculi) im Hymenium enthalten jeweils nur einen Ascus. Die Myringium-Arten besitzen rundliche Asci, die in einer undifferenzierten Stroma-Masse verstreut sind. Die Arten sind Saprobionten oder biotroph lebende Epiphyten. Die Anamorphe sind acervulare Coelomyceten mit polyphialidischen Konidien-bildenden Zellen. 
Eriksson (2006) gliedert die Ordnung in zwei Familien:
- Elsinoaceae mit zehn Gattungen
- Myriangiaceae mit vier Gattungen